# Куполь
Купо́ль (фр. La Coupole) — парижский ресторан-брассери, расположенный в районе Монпарнас, на одноимённом бульваре в 14 округе. В межвоенный период «Куполь» был популярным местом встреч французской богемы (fr:Tout-Paris). Считается самым крупным рестораном Парижа.

## Место встречи деятелей искусства
Ресторан открыт 20 декабря 1927 года. Основатели, Эрнест Фро и Рене Лафон, намеренно выбрали имя, синонимичное уже известному литературному кафе Дом, также расположенному на бульваре Монпарнас, чтобы затмить его популярность; и действительно, «Куполь» быстро приобрёл успех. Открытие состоялось с большой помпой — запасы шампанского оказались недостаточными для количества пришедших на открытие посетителей.
Танцевальный зал в подвале открылся 24 декабря 1928 года; с тех пор в нём часто выступали известные музыканты .
Среди художников и интеллектуалов, первыми облюбовавших это место, можно упомянуть Жана Кокто (который принимал участие в открытии), Фудзиту, Кислинга, Джакометти, Цадкина, Жозефину Бейкер, Ман Рэя, Жоржа Брака и Брассаи. Луи Арагон и Эльза Триоле познакомились в ресторане там в 1928 году. В 1930-х годах поклонниками этого места были Пикассо, Симона де Бовуар и Жан-Поль Сартр, Соня Делоне, Андре Мальро, Жак Превер, Марк Шагал, Эдит Пиаф и многие другие. В 1940-х и 1950-х годах здесь можно было встретить Эрнеста Хемингуэя, Марлен Дитрих и Аву Гарднер. После Второй мировой войны Ив Кляйн обедал там практически каждый вечер и занимался дзюдо на террасе (в то время в здании был только один этаж).

## «Купол» в настоящее время
В 1987 году ресторан-пивоварню купила Flo Group, которая провела реставрацию и укрепила гастрономическую репутацию ресторана. В 1995 году Жан-Поль Бюше продал группу Flo бельгийскому финансисту Альберту Фреру. Над зданием, которое первоначально имело только один этаж, были надстроены офисные помещения с зеркальными окнами. Помещение первого этажа было зарегистрировано как исторический памятник указом от 12 января 1988 года.
В центре ресторана находится произведение скульптора Луи Дербре — «Земля», бронзовая скульптура, созданная в литейном цехе художника и открытая в 1993 году. Скульптура вращается вокруг своей оси. Копия скульптуры, также вращающаяся, находится на площади Икебукуро (Япония), а ещё одна копия (из резины) установлена в Дефанс, Place des Reflets.
Ресторан является местом действия ряда литературных произведений. В частности, сюда приходят герои романа Хемингуэя «Праздник, который всегда с тобой». В романе «Цена головы» из серии «Комиссар Мегрэ», опубликованном в 1931 году, события вращаются вокруг «Куполь». Здесь же Джозеф Лоузи снимал сцены из своего фильма «Месье Кляйн» (1976) с Аленом Делоном. Сцена из фильма «Бум» была снята в 1980 году, и ещё одна — для «Бум 2» — в 1982 году.
В «Куполь» встречаются герои рассказа «Бесконечная ночь» (fr:Une nuit interminable) Пьера Буля. В названии страны из мира будущего, Перголия, обыгрывается название мини-ресторана изысканной кухни «Ла-Пергола», который располагался над «Куполь» и принадлежал тем же хозяевам.
В честь ресторана названа литературная премия fr:Prix La Coupole.